# Zabrus oertzeni
Zabrus oertzeni è una specie di coleottero carabide del sottogenere Pelor endemico di Creta.
Esistono quattro sottospecie di Z. oertzeni:
- Z. oertzeni creticus Reitter, 1889
- Z. oertzeni leukaorensis Maran, 1947
- Z. oertzeni oertzeni Reitter, 1885
- Z. oertzeni stepaneki Maran, 1947